# Qorveh
Qorveh este un oraș din Iran.